# Латрелл Спрюелл
Латрелл Фонтейн Спрюелл (англ. Latrell Fontaine Sprewell, нар. 8 вересня 1970, Мілвокі, США) — американський професіональний баскетболіст, що грав на позиціях легкого форварда і атакувального захисника за декілька команд НБА.

## Ігрова кар'єра

### Ранні роки
На університетському рівні грав за команду Алабама (1990–1992), де виступав разом з Робертом Оррі, Джейсоном Кеффі та Джеймсом Робінсоном. 

### Голден-Стейт Ворріорс
1992 року був обраний у першому раунді драфту НБА під загальним 24-м номером командою «Голден-Стейт Ворріорс». Захищав кольори команди з Окленда протягом наступних 6 сезонів. У дебютному сезоні набирав у середньому 15,4 очка за гру. Його гра покращувалась з кожним сезоном, а в команді став найкращим бомбардиром. 1994, 1995 та 1997 року брав участь у матчах усіх зірок НБА.

#### Конфлікти в команді
1 грудня 1997 року стався інцидент з головним тренером «Ворріорс» Пі Джеєм Карлесімо. Під час тренування команди Карлесімо зробив зауваження Спрюеллу, щоб той давав кращі паси, на що Латрелл відповів тренеру, щоб той його не займав. Після цього Карлесімо підійшов до Спрюелла, але той схопив його за горло та почав душити, поки їх не розборонили гравці команди та помічники тренера. Після цього керівництво клубу розірвало з гравцем контракт, за яким він мав отримати 23,7 млн доларів, а ліга відсторонила його від змагань на один рік. Щоправда, невдовзі, Спрюелл через суд відновив контракт, однак за відсторонений рік все одно не отримав платні.
Цей інцидент був для Спрюелла не першим. Так, 1993 року він побився з партнером по команді Байроном Г'юстоном, а 1995 року — з Джеромом Керсі, коли після бійки повернувся на тренування з дерев'яною палицею та погрожував повернутися зі зброєю. 

### Нью-Йорк Нікс
З 1998 по 2003 рік також грав у складі «Нью-Йорк Нікс», куди був обміняний на Джона Старкса, Кріса Міллса та Террі Каммінгса. Багато експертів вважали цей хід «Нью-Йорка» ризикованим, але сам Спрюелл стверджував, що він став іншою людиною. У першому ж сезоні допоміг «Нікс» пробитися до плей-оф, ставши восьмими сіяними. Команда, на чолі з ветераном Патріком Юінгом пройшла «Маямі», «Атланту» та «Індіану» і зустрілася з «Сан-Антоніо» у фіналі. В результаті «Нікс» не вдалося стати чемпіонами, поступившись «Сперс» у серії з п'яти матчів, у яких Спрюелл в середньому набирав 26 очок.
Наступного року знову допоміг команді пробитися до плей-оф, цього разу ставши третіми сіяними. У першому раунді команда пройшла «Торонто», у другому — «Маямі», але у фіналі Східної конференції сильнішою була «Індіана».
У сезоні 2000-2001 Юінг перейшов до «Сіетла», таким чином Спрюелл став беззаперечним лідером команди. Допоміг команді пробитися до плей-оф, проте вона вилетіла в першому ж раунді від «Торонто».
Наступного року, незважаючи на середні 19,4 очка від Спрюелла, «Нью-Йорк» вперше за 15 років пропустив плей-оф.

### Міннесота Тімбервулвз
Останньою ж командою в кар'єрі гравця стала «Міннесота Тімбервулвз», до складу якої він приєднався 2003 року і за яку відіграв 2 сезони. В першому ж сезоні у Міннеаполісі допоміг Кевіну Гарнетту та Сему Касселлу зайняти перше сіяне місце у Західній конференції. У першому раунді «Міннесота» здолала «Денвер», а у другому — «Сакраменто», проте у фіналі конференції поступилася «Лейкерс».
31 жовтня 2014 року клуб запропонував підписання нового трирічного контракту на суму 21 млн доларів. Запропонована сума образила гравця, який заявив, що «мусить годувати сім'ю» та відмовив Міннесоті, сподіваючись отримати вигідніший контракт. Однак «Міннесота» так і не запропонувала нових умов, а сам Спрюелл провів слабкий сезон. Влітку 2015 року декілька команд, серед яких були Денвер, Клівленд та Х'юстон, висловлювали свій інтерес гравцем, проте офіційних пропозицій так і не надходило. Згодом були пропозиції на зарплату в 5 млн доларів, однак і їх він не приймав, бажаючи більше. Таким чином, він так більше і не підписав контракт з жодним професійним клубом.

## Статистика виступів в НБА
| * | Лідер ліги |

### Регулярний сезон
| Сезон              | Команда                 | GP  | GS  | MPG   | FG%  | 3P%  | FT%  | RPG | APG | SPG | BPG | PPG  |
| ------------------ | ----------------------- | --- | --- | ----- | ---- | ---- | ---- | --- | --- | --- | --- | ---- |
| 1992–1993          | «Голден-Стейт Ворріорс» | 77  | 69  | 35.6  | .464 | .369 | .746 | 3.5 | 3.8 | 1.6 | .7  | 15.4 |
| 1993–1994          | «Голден-Стейт Ворріорс» | 82  | 82  | 43.1* | .433 | .361 | .774 | 4.9 | 4.7 | 2.2 | .9  | 21.0 |
| 1994–1995          | «Голден-Стейт Ворріорс» | 69  | 69  | 40.2  | .418 | .276 | .781 | 3.7 | 4.0 | 1.6 | .7  | 20.6 |
| 1995–1996          | «Голден-Стейт Ворріорс» | 78  | 78  | 39.3  | .428 | .323 | .789 | 4.9 | 4.2 | 1.6 | .6  | 18.9 |
| 1996–1997          | «Голден-Стейт Ворріорс» | 80  | 79  | 41.9  | .449 | .354 | .843 | 4.6 | 6.3 | 1.7 | .6  | 24.2 |
| 1997–1998          | «Голден-Стейт Ворріорс» | 14  | 13  | 39.1  | .397 | .188 | .745 | 3.6 | 4.9 | 1.4 | .4  | 21.4 |
| 1998–1999          | «Нью-Йорк Нікс»         | 37  | 4   | 33.3  | .415 | .273 | .812 | 4.2 | 2.5 | 1.2 | .1  | 16.4 |
| 1999–2000          | «Нью-Йорк Нікс»         | 82  | 82  | 40.0  | .435 | .346 | .866 | 4.3 | 4.0 | 1.3 | .3  | 18.6 |
| 2000–2001          | «Нью-Йорк Нікс»         | 77  | 77  | 39.2  | .430 | .304 | .783 | 4.5 | 3.5 | 1.4 | .4  | 17.7 |
| 2001–2002          | «Нью-Йорк Нікс»         | 81  | 81  | 41.1  | .404 | .360 | .821 | 3.7 | 3.9 | 1.2 | .2  | 19.4 |
| 2002–2003          | «Нью-Йорк Нікс»         | 74  | 73  | 38.6  | .403 | .372 | .794 | 3.9 | 4.5 | 1.4 | .3  | 16.4 |
| 2003–2004          | «Міннесота Тімбервулвз» | 82  | 82  | 37.8  | .409 | .331 | .814 | 3.8 | 3.5 | 1.1 | .3  | 16.8 |
| 2004–2005          | «Міннесота Тімбервулвз» | 80  | 79  | 30.6  | .414 | .327 | .830 | 3.2 | 2.2 | 0.7 | .3  | 12.8 |
| Усього за кар'єру  | Усього за кар'єру       | 913 | 868 | 38.6  | .425 | .337 | .804 | 4.1 | 4.0 | 1.4 | .4  | 18.3 |
| В іграх усіх зірок | В іграх усіх зірок      | 4   | 1   | 19.3  | .486 | .125 | .529 | 3.8 | 2.5 | 1.3 | 0.0 | 11.0 |

### Плей-оф
| Сезон             | Команда                 | GP | GS | MPG  | FG%  | 3P%  | FT%  | RPG | APG | SPG | BPG | PPG  |
| ----------------- | ----------------------- | -- | -- | ---- | ---- | ---- | ---- | --- | --- | --- | --- | ---- |
| 1994              | «Голден-Стейт Ворріорс» | 3  | 3  | 40.7 | .433 | .348 | .667 | 3.0 | 7.0 | 0.7 | 1.0 | 22.7 |
| 1999              | «Нью-Йорк Нікс»         | 20 | 8  | 37.2 | .419 | .160 | .850 | 4.8 | 2.2 | 1.0 | .3  | 20.4 |
| 2000              | «Нью-Йорк Нікс»         | 16 | 16 | 43.8 | .414 | .333 | .784 | 4.4 | 3.6 | 1.1 | .3  | 18.7 |
| 2001              | «Нью-Йорк Нікс»         | 5  | 5  | 42.4 | .407 | .214 | .760 | 3.0 | 3.4 | 1.0 | .2  | 18.4 |
| 2004              | «Міннесота Тімбервулвз» | 18 | 18 | 42.8 | .421 | .385 | .779 | 4.4 | 4.0 | 1.6 | .7  | 19.8 |
| Усього за кар'єру | Усього за кар'єру       | 62 | 50 | 41.1 | .418 | .330 | .803 | 4.3 | 3.4 | 1.2 | .4  | 19.7 |

## Особисте життя
У Спрюелла неодноразово були проблеми із законом. Так, 1994 року, на третьому курсі коледжу, був арештований за крадіжку. 
1994 року пітбуль Спрюелла покусав його чотирирічну дочку.
2006 року поліція розслідувала заяву дівчини про домагання Спрюелла, однак його вину не було доведено.